# Distrito de Ramón Castilla
El  distrito de Ramón Castilla es uno de los cinco que conforman la provincia de Mariscal Ramón Castilla, ubicada en el departamento de Loreto en el Nororiente del Perú.

## Historia
El distrito fue creado mediante Ley n.º 9815 del 2 de julio de 1943.

## Geografía humana
En este distrito de la Amazonia peruana habita las etnias del grupo sin clasificar conocido como Ticuna y autodenominado Du-ûgü; y también Peba-Yagua grupo Yagua autodenominado  Yihamwo .

## Autoridades

### Municipales
- 2011-2014
  - Alcalde: Julio César Kahn Noriega, del Movimiento Fuerza Loretana (FL).
  - Regidores: Juan De Dios Guedez Baquero (FL), Danny Mariano Leyva Izaguirre (FL), Edwin Torres Sánchez (FL), Rita Curicó Moreno (FL), Luisa Ching Bosmediano (FL), Yaremi Marina López Pastrana (FL), Juan Isuisa Tapuyima (AP), Patrick Jonathan López Olortegui (AP), Maaca Farias Sampayo (AP), Requejo.